# Heraclea Minoa

Ciudades de la Magna Grecia con la ubicación de Heraclea Minoa, en el sur de Sicilia.

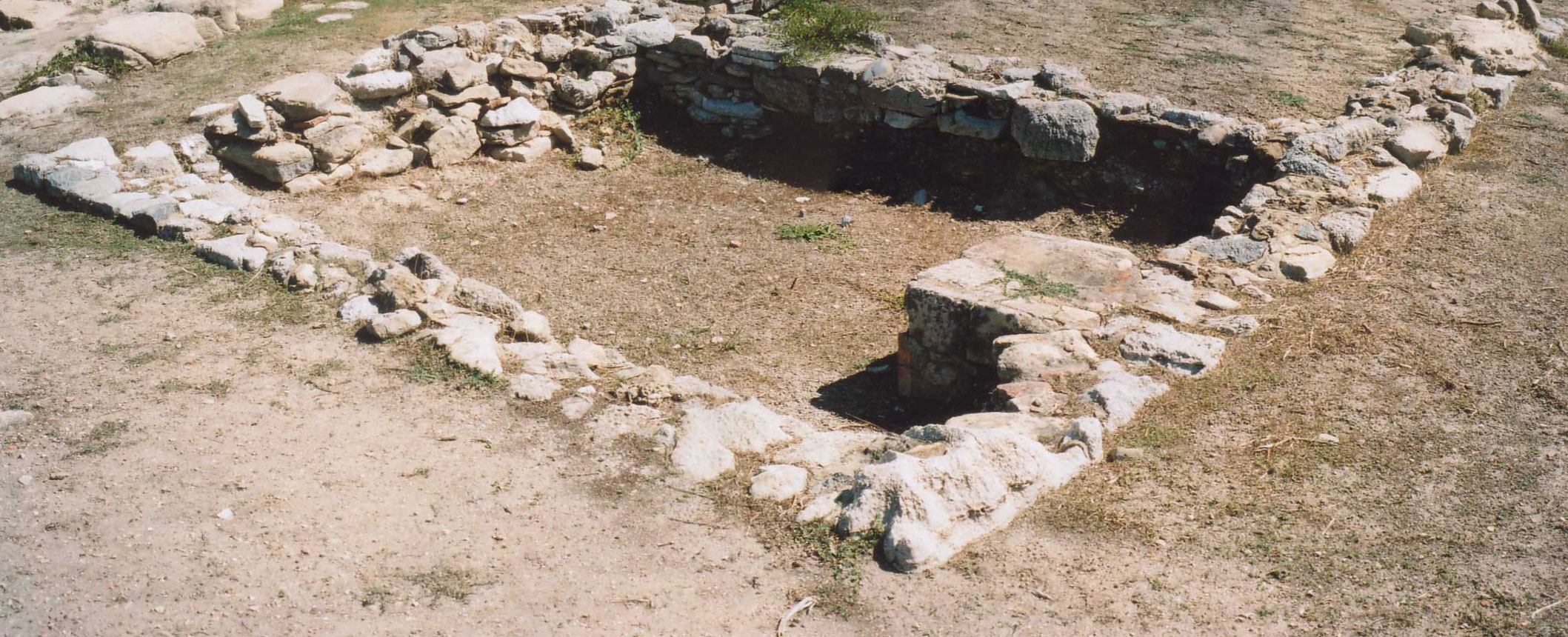
Restos de un templo de Heraclea Minoa.

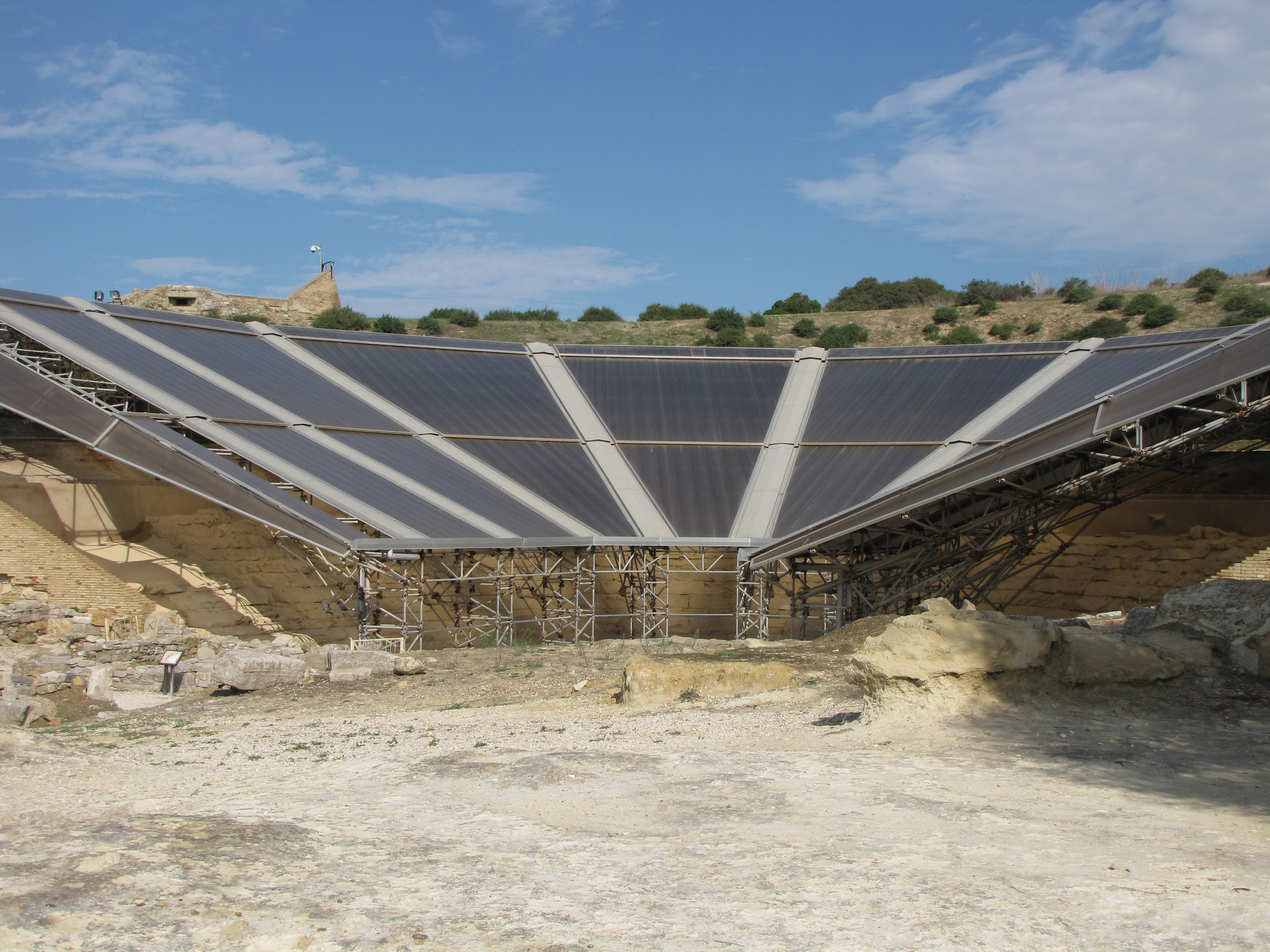
Restos del antiguo teatro protegidos de la intemperie.

Heraclea Minoa (del griego Ἡράκλεια Μινῴα, Hērákleia Minṓia; en italiano: Eraclea Minoa) fue una ciudad griega de Sicilia en la costa sur de la isla, en la desembocadura del río Halico (la moderna Platani) entre Agrigento y Selinunte, de la que distaba unos 50 km. 
Las excavaciones han revelado varias partes de la ciudad que ahora están abiertas al público.
La arqueología ha demostrado que la ciudad fue fundada a mediados del siglo VI a. C. como un puesto de avanzada de la colonia griega de Selinus (la actual Selinunte) abandonada finalmente hacia principios del siglo I d. C.

## Sitio
La ciudad está situada a unos cientos de metros al sureste de la desembocadura del río Platani (el antiguo Halycus), en una posición defendible sobre el conspicuo promontorio que ahora se llama Capo Bianco, con laderas suavemente inclinadas que descienden hacia el valle de Platani al norte y escarpados acantilados blancos hacia el océano en el lado sur. El promontorio heracleano es mencionado por Estrabón en su descripción de las costas de Sicilia, y lo sitúa correctamente a 20 millas del puerto de Agrigentum.

## Orígenes
La mitología dice que el rey Minos de Creta, cuando fue a Sicilia en persecución de Dédalo, desembarcó en la boca del río Halico y fundó la ciudad a la que llamó Minoa (otra versión de la misma historia dice que fueron sus seguidores los que fundaron la ciudad después de la muerte de Minos). Heráclides Póntico informa de que antes de la fundación de la ciudad griega había allí una ciudad de los sículos llamada Macara.
Posiblemente Minoa ocupó el lugar de un antiguo establecimiento fenicio denominado Makara por estar bajo la protección del dios Melkart. Como esta divinidad fue identificada por los griegos con Heracles, la ciudad acabó siendo denominada Heraclea Minoa.

## Historia
Las primeras noticias históricas la presentan como una colonia de Selinunte fundada antes del año 510 a. C. con el nombre de Minoa. Entonces llegó a la ciudad Dorieo, hermano del rey de Esparta Cleómenes I, con un numeroso grupo de seguidores, con el objetivo exclusivo de reclamar el territorio que había pertenecido a su ancestro Heracles; Dorieo se enfrentó con los segestanos y cartagineses y fue derrotado y muerto juntamente con la mayoría de sus compañeros. El único jefe espartano que se libró de la muerte fue Eurileonte, que se apoderó de Minoa.
En el 357 a. C., Dion de Siracusa desembarcó en Minoa, que era una pequeña población que se hallaba entonces incluido en el territorio de Agrigento y estaba bajo la soberanía de Cartago. El tratado entre cartagineses y Dionisio I de Siracusa fijó el río Halico como límite entre ambas, pero Heraclea Minoa, que estaba en la margen izquierda del río, tenía que permanecer, probablemente como excepción, en manos de los cartagineses. Un tratado similar entre los cartagineses y Agatocles menciona que las ciudades de Heraclea Minoa, Selinunte e Hímera debían estar bajo poder de los cartagineses como "habían estado antes", según dice literalmente el tratado.
Desde esta época la ciudad recuperó importancia; pronto se unió al movimiento revolucionario de Jenódico en Agrigento el 307 a. C. y se declaró independiente de los cartagineses y de Agatocles. Este último la conquistó a su vuelta de África.
En tiempos de la expedición de Pirro de Epiro la ciudad estaba otra vez bajo dominio cartaginés y fue la primera ciudad conquistada por el epirota cuando avanzó hacia el oeste desde Agrigento.
Durante la primera guerra púnica fue ocupada por el general cartaginés Hannón cuando marchó hacia Agrigento, que estaba asediada por los romanos (260 a. C.) y se convirtió en una de les principales bases navales cartaginesas en Sicilia. En 256 a. C., una flota cartaginesa de 350 barcos se estableció en Heraclea Minoa para prevenir el paso a África de la flota romana, pero fue derrotada por los cónsules Marco Atilio Régulo y Lucio Manlio Vulsón Longo. En 249 a. C. el almirante Cartal tenía en la ciudad sus posiciones cuando la flota romana se acercó para levantar el bloqueo de Lilibeo. Al final de la guerra, la ciudad pasó al control, con el resto de Sicilia, de Roma.
En la segunda guerra púnica fue ocupada por los cartagineses y resistió a los romanos dirigidos por el cónsul romano Marcelo, incluso después de la caída de Siracusa (212 a. C.).
Desde entonces, bajo dominio romano, no se produjeron hechos destacados. Sufrió destrucciones en la guerra de los esclavos (134 a. C. a 132 a. C.) y el pretor romano P. Rupilius envió allí un grupo de colonos para compensar las bajas. Las relaciones entre los antiguos ciudadanos y los colonos fueron reguladas por una ley local que aún existía en tiempos de Cicerón (mitad del siglo I a. C.) cuando la ciudad aún es descrita como próspera; pero después cayó en decadencia como les pasó a otras ciudades de la costa sur de Sicilia. 
Estrabón no la menciona, pero Pomponio Mela dice que era una de las tres ciudades que subsistían en la costa sur. Su continuidad está acreditada por Plinio el Viejo y Claudio Ptolomeo que también la mencionan. Ptolomeo es el último en nombrarla, pues después debió desaparecer, ya que no aparece en los Itinerarios del siglo IV.

## Restos arqueológicos

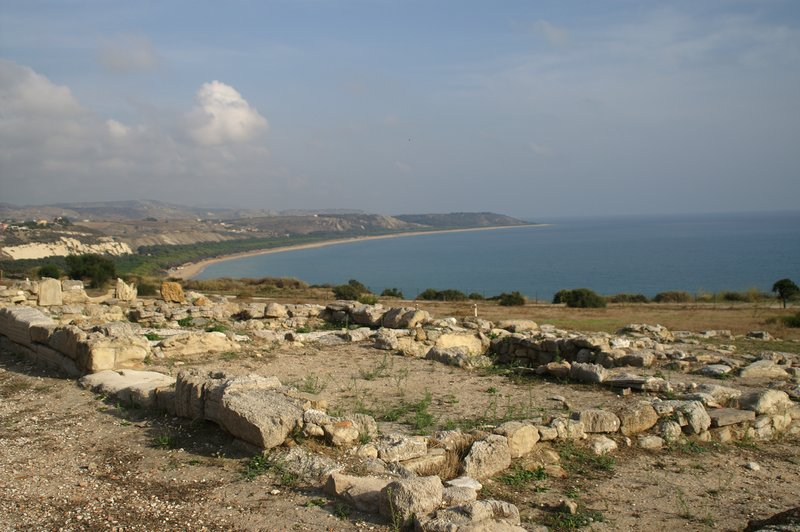
Heraclea Minoa: Sitio Arqueológico

Algunas ruinas aún se conservan y permiten fijar la posición de la ciudad del río Platani (el antiguo río Halico) hasta el Capo Bianco (que Estrabón menciona como promontorio de Heraclea). Un acueducto que llevaba el agua del río aún existía en parte en el siglo XVI (según informa Tomaso Fazello) pero en el siglo XIX había desaparecido.

### El teatro
El teatro se construó en el siglo IV-IIsiglo I a. C. en la hondonada de una pequeña colina y, excepcionalmente, con la cavea orientada al sur, en contra del consejo de Vitruvio. Los laterales del auditorio se prolongan como en otros pocos teatros griegos (por ejemplo, el de Segeste, en Atenas).